# Lurudden
Lurudden är en tätort i Ekerö kommun i Stockholms län, belägen på östra delen av Helgö.
Området exploaterades på 1940-talet och styckades upp till sommarstugetomter.
På Lurudden finns en liten badstrand och en dansbana. I Bockholmssundet finns Luruddens ångbåtsbrygga. Bryggan hade tidigare trafik till Stockholm, Birka på Björkö och Mariefred.
På Lurudden finns följande vägar: Luruddsvägen, Helgövägen, Östgårdsvägen, Väktarstigen, Västfararvägen och Bronsgudens väg.

## Befolkningsutveckling
| Befolkningsutvecklingen i Lurudden 1990–2020 | Befolkningsutvecklingen i Lurudden 1990–2020 | Befolkningsutvecklingen i Lurudden 1990–2020 | Befolkningsutvecklingen i Lurudden 1990–2020 | Befolkningsutvecklingen i Lurudden 1990–2020 |
| -------------------------------------------- | -------------------------------------------- | -------------------------------------------- | -------------------------------------------- | -------------------------------------------- |
|                                              |                                              |                                              |                                              |                                              |
| År                                           |                                              |                                              | Folkmängd                                    | Areal (ha)                                   |
| 1990                                         | 1990                                         |                                              | 98                                           | 34#                                          |
| 1995                                         | 1995                                         |                                              | 130                                          | 45#                                          |
| 2000                                         | 2000                                         |                                              | 135                                          | 45#                                          |
| 2005                                         | 2005                                         |                                              | 176                                          | 45#                                          |
| 2010                                         | 2010                                         |                                              | 205                                          | 44                                           |
| 2015                                         | 2015                                         |                                              | 223                                          | 57                                           |
| 2020                                         | 2020                                         |                                              | 229                                          | 57                                           |
| Anm.: Ny tätort 2010. # Som småort.          |                                              |                                              |                                              |                                              |